# 1997 SG16

1997 SG16

1997 SG16 är en asteroid i huvudbältet som upptäcktes den 27 september 1997 av den japanska astronomen Nobuhiro Kawasato i Uenohara.
Asteroiden har en diameter på ungefär 7 kilometer och den tillhör asteroidgruppen Koronis.